# Junkers Ju 390
Die Ju 390 der Junkers Flugzeug- und Motorenwerke in Dessau war eine vergrößerte Weiterentwicklung der viermotorigen Ju 290. Der Entwurf stammt vom Junkers-Chefkonstrukteur Ernst Zindel. Die Ju 390 war mit sechs Motoren ausgestattet, ansonsten entsprach sie (bis auf die Maße und die Reichweite) ihrem Vorgängermodell.

## Beschreibung
Von der Ju 390 wurde lediglich 1943 im Junkerswerk Merseburg ein Prototyp gebaut, wofür der Rumpf der Ju 90 V6 verwendet wurde. Die Maschine wurde verlängert und erhielt völlig neue, um acht Meter längere Tragflächen mit jetzt sechs Motoren und vier Hauptfahrwerken. Außerdem erhielt die Maschine statt der ovalen die neuen und größeren trapezförmigen Seitenleitwerke. Die Maschine besaß auch eine Transportklappe an der Unterseite der Rumpfhecks.
Das Ju 390 V1 genannte Flugzeug mit dem Stammkennzeichen GH+UK und der Werknummer 39000001 machte am 20. Oktober 1943 mit Hans-Joachim Pancherz und Erich Gast von Merseburg aus den Jungfernflug. Es war ohne Bordwaffen als Transporter ausgestattet und wurde auch als Seeaufklärer getestet. Die ausgiebigen Flugerprobungen erfolgten bei der Erprobungsstelle Rechlin und in Prag auf Plätzen Rusin und Letnan. Dort wurde sie auch erfolgreich im Versuchsprogramm für Luftbetankungen der Deutschen Forschungsanstalt für Segelflug (DFS) getestet.
Im November 1944 wurde die Maschine zum Junkers-Werkflugplatz in Dessau verlegt. Sie wurde dort stillgelegt und alle Propeller abgebaut. Im April 1945 wurde die Maschine von Junkers-Werksangehörigen in Brand gesetzt, da sie den Alliierten nicht in die Hände fallen sollte.
Eine zweite Maschine (sie wurde als kompletter Neubau begonnen) war die Ju 390 V2. Sie war in Merseburg (nach anderer Angabe in Dessau) im Bau, wurde jedoch bis zum Kriegsende nicht fertiggestellt. Dem Flugbuch des Oberleutnants Eisermann von der Erprobungsstelle Rechlin ist hingegen zu entnehmen, dass er die Ju 390 V2 am 3. Februar 1945 von Rechlin nach Lärz überführte.
Angebliche echte Fotos von der Ju 390 V2 im Flug mit dem Stammkennzeichen RC+DA sind nachgewiesenermaßen Fotomontagen.
Geplante Versionen der Junkers Ju 390 waren:
- Ju 390 A: Transporter
- Ju 390 B: See- und Fernaufklärer
- Ju 390 C: Langstreckenbomber
- und für die Zeit nach Hitlers „Endsieg“ war auch eine zivile Version als Ju 390 D vorgesehen. Hierfür wurden auch Junkers-Dieselmotoren als Antrieb angedacht. Es gab jedoch schon 1940 bei Junkers Projekte für ein sechsmotoriges Zivilflugzeug für die Lufthansa, unter anderem den Entwurf EF 100.

Es gab bei Junkers in den Jahren 1941 bis 1943 neben dem oben genannten Entwurf zur sechsmotorigen Ju 290/6 mot. (der späteren Ju 390) auch zwei Entwürfe einer achtmotorigen Variante der Junkers Ju 290, nämlich als Zwillingsflugzeug Ju 290Z sowie als Einrumpfversion Ju 290/8mot (inoffiziell Ju 490). Die entsprechenden Typenbezeichnungen Ju 290Z und Ju 490 wurden jedoch für diese Projekte vom Reichsluftfahrtministerium nicht vergeben.

## Technische Daten
| Kenngröße             | Daten                                                                                     |
| --------------------- | ----------------------------------------------------------------------------------------- |
| Besatzung             | 4–10                                                                                      |
| Länge                 | 34,20 m                                                                                   |
| Spannweite            | 50,32 m                                                                                   |
| Höhe                  | 6,89 m                                                                                    |
| Flügelfläche          | 251,6 m²                                                                                  |
| Flügelstreckung       | 10,1                                                                                      |
| Nutzlast              | über 10.000 kg (als Militärtransporter)                                                   |
| max. Startmasse       | - 47.000 kg (V1) - 75.500 kg (Serie)                                                      |
| Höchstgeschwindigkeit | - beladen: 456 km/h - unbeladen: 505 km/h                                                 |
| Dienstgipfelhöhe      | 6000 m                                                                                    |

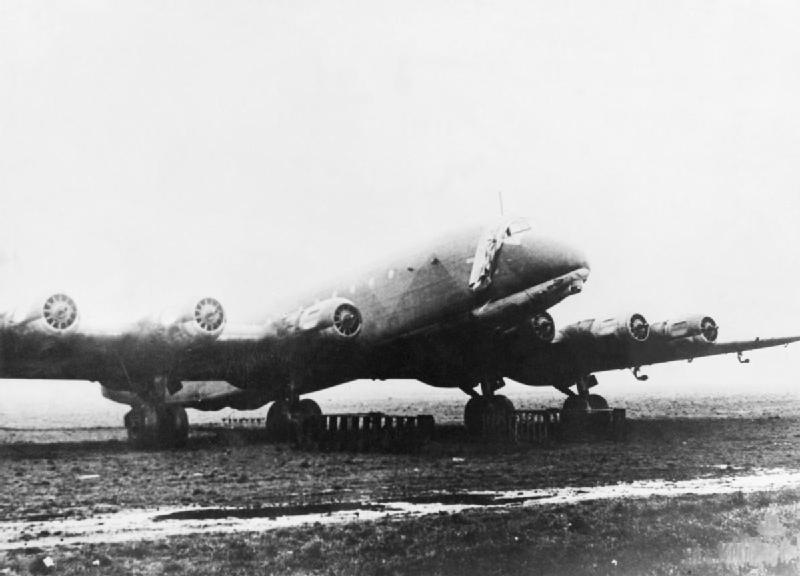
Ju 390 V1, ohne Luftschrauben in Dessau abgestellt

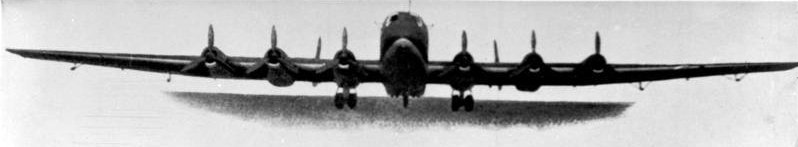
Ju 390 V1, Ansicht von vorn

| Reichweite            | - theoretischer Maximalwert: bis zu 10.000 km - Realwert: 8.000 km                        |
| Höchstflugdauer       | bis zu 32 Stunden                                                                         |
| Triebwerke            | sechs 14-Zylinder-Doppelsternmotoren BMW 801 G-2 mit je 1.700 PS (1.250 kW) Startleistung |
| Bewaffnung            | bis zu acht 20-mm-Kanonen und bis zu acht 13-mm-MG-131 (Ju 390 B und C)                   |